# Plectocryptus alpinus
Plectocryptus alpinus är en stekelart som först beskrevs av Joseph Kriechbaumer 1893.
Plectocryptus alpinus ingår i släktet Plectocryptus och familjen brokparasitsteklar. Inga underarter finns listade i Catalogue of Life.